# لاسقوري
لاسقُورَي (بالصومالية: Laasqoray)‏ مدينة ساحلية تاريخية في محافظة سناج المتنازع عليه بين بونتلاند وصوماليلاند.

## خلفية تاريخية

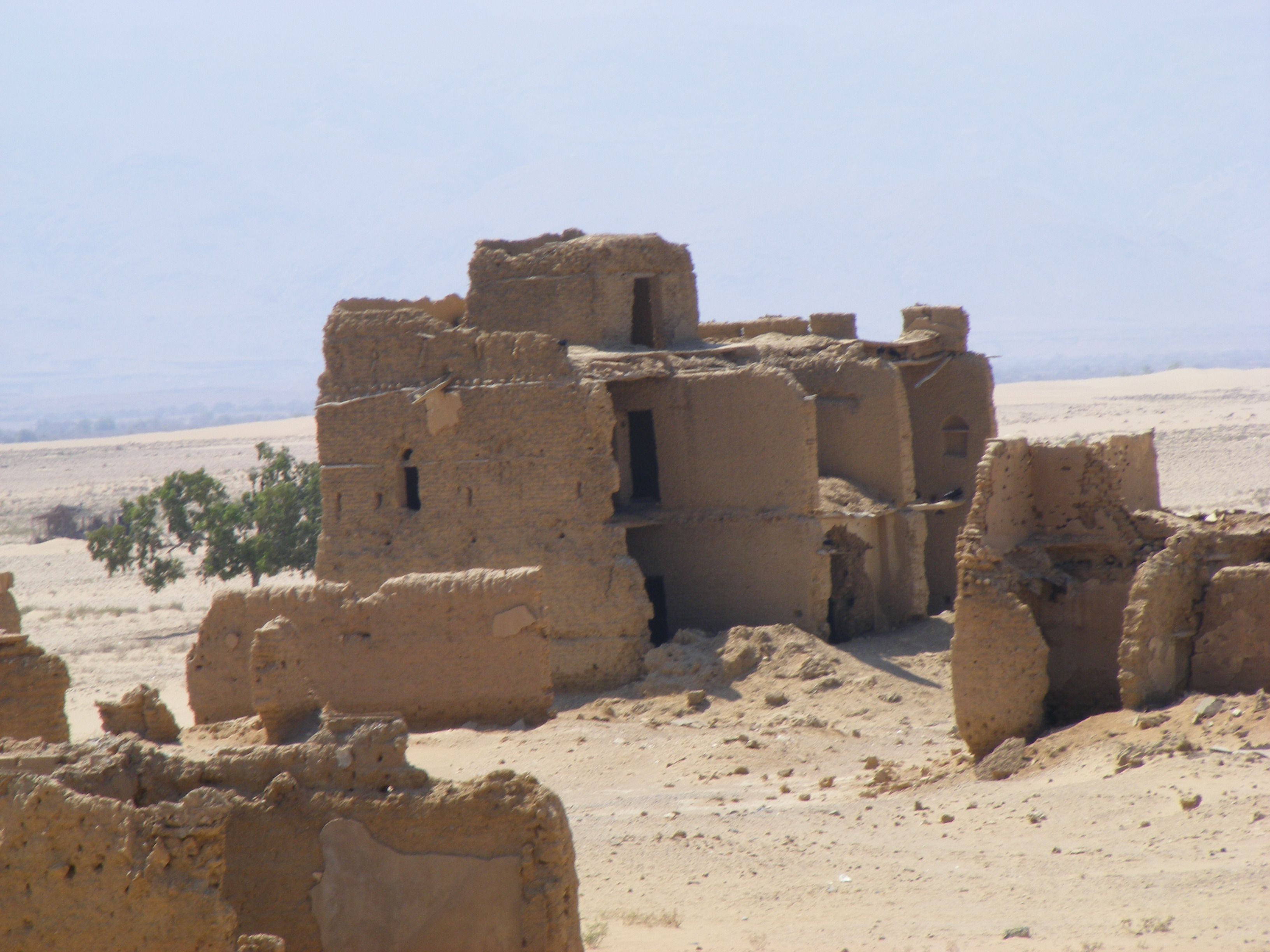
أطلال لاسقوري.

يعود تاريخ مدينة لاسقوري إلى عدة قرون، ويوجد بينها وبين بلدة عيلايو عيلايو، موقع أثري يدعى Karinhegane ‏ يوجد فيه العديد من الكهوف التي توجد فيها رسومات أثرية لحيوانات حقيقية وأسطورية، وتحتوي كل لوحة على نقش تحتها، ويقدر أن تاريخ هذه الرسومات يعود إلى قبل 2500 عام، كذلك عُثر على موقع أثري يدعى Gelweita ‏ يحتوي على صخور أثرية، على بعد حوالي 25 ميلا من لاسقوري، والفن الصخري لكارينهغان يتطابق مع النمط الإثيوبي العربي المميز الذي تتميز به لوحات كهوف لاس غيل.
توجد العديد من المواقع الأثرية في هذه المناطق من البلاد وعثر بعضها علىهايلاند وقعبله وقمبول وعيلايو، وتشير دراسات إلى أن العديد من المواقع الأثرية لا زالت لم تكتشف بعد. 
زار الرئيس السابق لجمهوية صوماليلاند المستقلة من جانب واحد أحمد محمد محمود (سيلانيو) البلدة في مارس 2014 مع وفد يضم وزير الصحة آنذاك سليمان حغلتوسيي، وأعلن خلال الزيارة عن اعتزام حكومته ترميم صناعات لاسقوري، ومن بينها مصنع التونة الشهير، بالإضافة بناء مستشفى للمدينة. واعترضت ولاية بونتلاند على الزيارة حيث اتهم وزير الإعلام في الولاية عبد الولي حرسي عبداللي حكومة صوماليلاند بمحاولة تأجيج الأوضاع.

## النقل

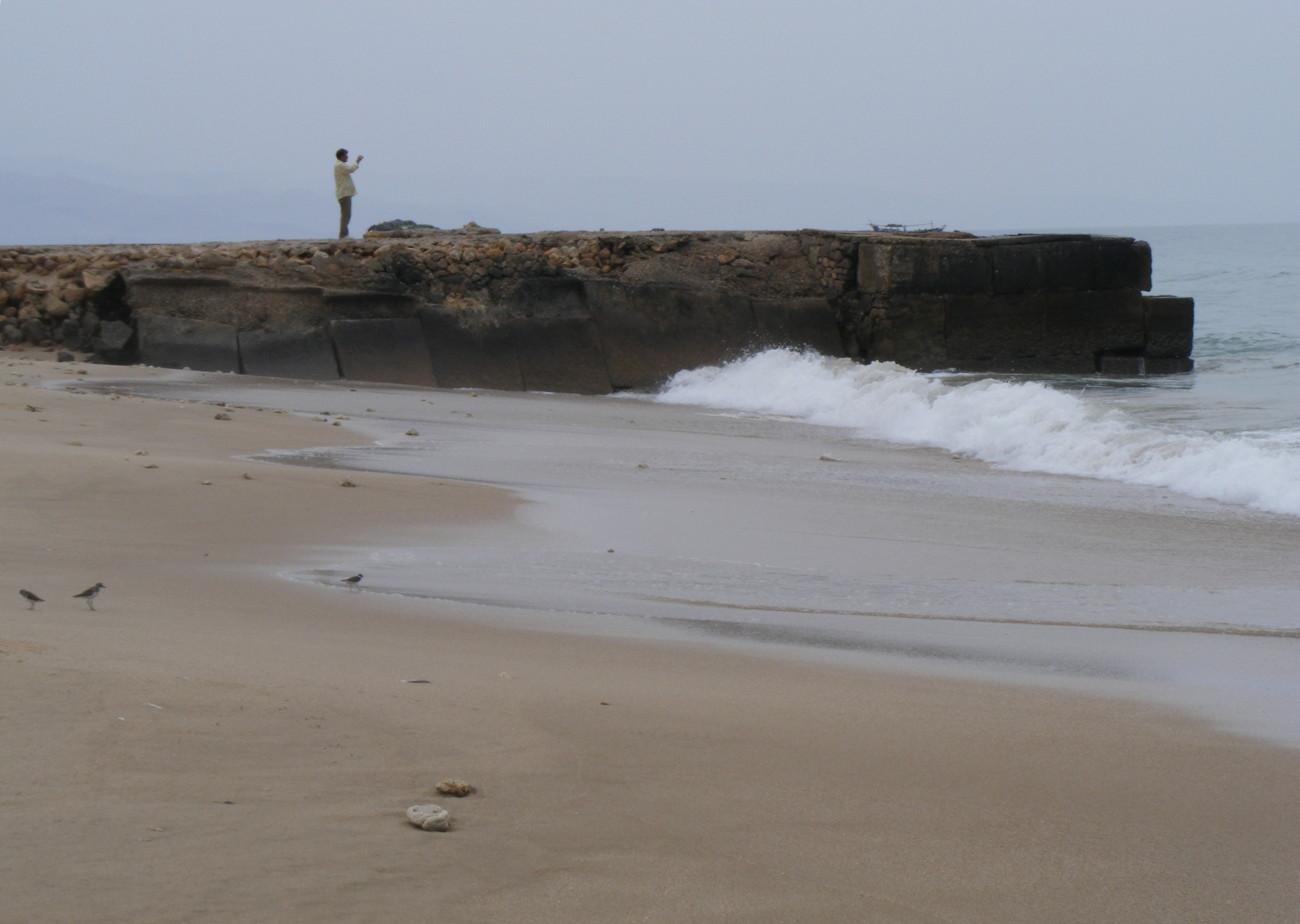
ميناء لاسقوري التاريخي

يوجد في لاسقوري ميناء بحري من فئة رصيف المراكب الصغيرة وبدأت منظمة هورن ريليف وهي منظمة أسستها عالمة البيئة الصومالية فاطمة جبريل، مشروعًا لإعادة تطوير الميناء البحري الذي يعود تاريخه إلى ما قبل 400 عام، وتبنت شركة ماخر للموارد المشروع في عام 2012 بالتعاون مع شركة استثمار يونانية لتطوير ميناء لاسقوري التجاري. وتعاقدت حكومة بونتلاند مع فريق من المهندسين في وقت لاحق لتقييم أعمال الترميم التي تجري في الميناء البحري.  ووفقًا لوزير الموانئ سعيد محمد راجي فإن حكومة بونتلاند تعتزم إطلاق المزيد من مشاريع التنمية المماثلة في لاسقوري.
أقرب مطار إلى لاسقوري هو مطار بندر قاسم الدولي في بوصاسو .

## التركيبة السكانية
يبلغ عدد سكان بلدة لاسقوري حوالي 2000 نسمة.  يبلغ إجمالي عدد سكان منطقة لاسقوري إلى 34724 نسمة.

## الاقتصاد
اشتهرت لاسقوري بتصدير الماشية والأسماك والمنتجات واللبان. كما كانت محطة لاستيراد الأرز والقمح والسكر والملابس وغيرها. 

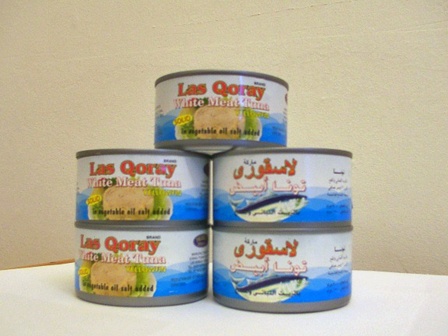
أسماك التونة المعلبة المصنّعة في لاسقوري

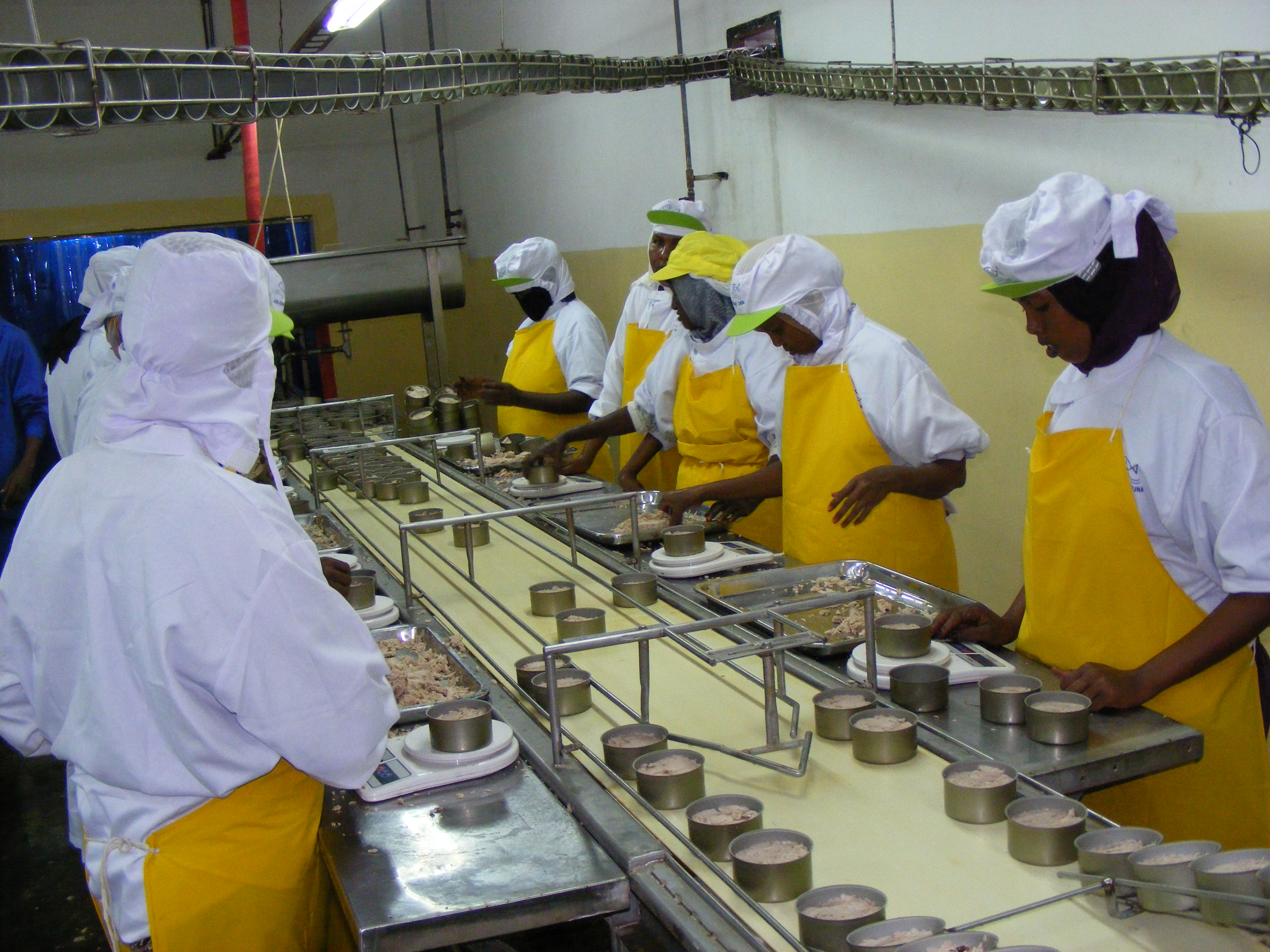
أثناء تعليب السمك في المصنع

تُعرف لاسقوري أسماك التونة المعلبة المشهورة عالميا و علامة "لاسقوري" التجارية، في عام 1970 أنشأت الحكومة الصومالية مصنع السمك كما أنشأت رصيفا لقوارب الصيد، وأصبح تعليب السمك والتجارة في مجال الصيد البحري الصناعة الرئيسية في لاسقوري، وبجانب التونة، تُصدّر مصانع لاسقوري زعانف سمك القرش. 
المصنع الذي كان قد أغلق بسبب الحرب الأهلية الصومالية، أعيد افتتاحه في عام 2001، ولكن تم إغلاقه بعد فترة وجيزة، ثم أعيد افتتاح المصنع بعد ترميمه في عام 2007.  في ذلك الوقت، كان هناك 2800 صياد وعامل في المصنع.  في 12 أغسطس استحوذت شركة Hodman Trading Company، وهي شركة مقرها في دبي بالإمارات العربية المتحدة على المصنع.  في عام 2012 امتد التصدير إلى اليمن والإمارات العربية المتحدة .  في عام 2019 ذكرت بي بي سي أن هناك منتجات مقلدة معروضة في السوق. 

## شخصيات ملحوظة
- فارح محمد جامع عول، مؤلف